# Zöld Banán megarégió

A Zöld Banán megarégió ábrázolása térképén

A Zöld Banán egy közép- és kelet-európai (CEE) megarégió, amely az európai gazdasági térség egyik dinamikusan fejlődő területe. A koncepció a térség gazdasági, infrastrukturális és kulturális összekapcsoltságát emeli ki, amely Nyugat- és Kelet-Európa között híd szerepet tölt be.

## Földrajzi elhelyezkedés
A Zöld Banán régió magában foglalja Közép- és Kelet-Európa néhány legjelentősebb városát és gazdasági központját. Az ívben elhelyezkedő főbb városok közé tartozik:
- Trieszt (Olaszország)
- Ljubljana (Szlovénia)
- Zágráb (Horvátország)
- Bécs (Ausztria)
- Pozsony (Szlovákia)
- Budapest (Magyarország)
- Prága (Csehország)
- Katowice (Lengyelország)
- Krakkó (Lengyelroszág)
- Lódcz (Lengyelország)
- Boroszló (Lengyelország)
- Varsó (Lengyelország)
- Gdansk (Lengyelország)

A régió a Balti-tengertől kezdve Közép-Európa síkságain keresztül az Adriai-tenger északi részéig húzódik. Földrajzilag összekapcsolja a nyugati és keleti gazdasági térségeket, kulcsszerepet játszva az európai együttműködésben.

## Gazdasági jelentőség
A Zöld Banán régió gazdasági jelentőségét a következő tényezők adják:
- Növekedési potenciál: A térségben található országok gyors gazdasági fejlődést mutatnak, köszönhetően a befektetéseknek, a modernizációnak és az európai uniós támogatásoknak.
- Logisztikai központok: A régió fontos tranzitútvonalak mentén helyezkedik el, és kulcsszerepet játszik az áruk szállításában Nyugat- és Kelet-Európa között.
- Vonzó befektetési célpontok: A régió városai jól képzett munkaerőt, versenyképes költségeket és fejlődő infrastruktúrát kínálnak.

## Kritika és kihívások
A Zöld Banán régió dinamikus gazdasági fejlődése ellenére számos kritikai észrevétel és kihívás kapcsolódik hozzá. Az egyik legfontosabb probléma az infrastrukturális fejlettség területi egyenlőtlensége. Míg egyes nagyvárosok, például Bécs, Budapest vagy Prága modern és jól kiépített infrastruktúrával rendelkeznek, addig a kisebb települések vagy vidéki térségek sok esetben lemaradást mutatnak ezen a téren.
Egy másik jelentős kihívás a városi és vidéki térségek közötti gazdasági és társadalmi szakadék. A régió nagyvárosai vonzó célpontok a befektetések és a munkahelyek szempontjából, ami a vidéki térségek elnéptelenedéséhez és gazdasági hanyatlásához vezethet. Ez hosszabb távon gátolhatja a térség kiegyensúlyozott fejlődését.
További kihívást jelent a fenntartható fejlődés megvalósítása. Bár a Zöld Banán régió elkötelezett a megújuló energiaforrások használata és a zöld technológiák fejlesztése mellett, ezek bevezetése nem minden országban egyenlő ütemben halad. Az energiahatékonyság és a környezetvédelem terén még mindig jelentős előrelépésre van szükség a térség egészében.
A régió sikere nagymértékben függ az Európai Unió politikájától, különösen a gazdasági támogatások és a régiók közötti együttműködés terén. Az esetleges politikai instabilitás, valamint a tagállamok közötti konfliktusok akadályozhatják a Zöld Banán további fejlődését. Ezek mellett fontos figyelembe venni, hogy a globális gazdasági helyzet változásai, például a recessziók vagy a geopolitikai feszültségek, szintén hatással lehetnek a régió növekedési potenciáljára.

## Kapcsolódó fogalmak
- Kék Banán